# Ezüstkárász
Az ezüstkárász (Carassius auratus gibelio) a Carassius auratus alfaja. Egyéb nevei: ezüst gibbélió, kínai kárász, jövevényponty, kövikárász. Őshazája Kelet-Ázsia és Szibéria, mára azonban Európa vadvizeiben is elterjedt. Háziasított rokona a közismert aranyhal (Carassius auratus auratus).
Az ezüstkárászt gyakran önálló fajnak tartják Carassius gibelio néven, ez esetben a Carassius auratus névvel csak az aranyhalat jelölik.

## Története
Az ezüstkárász nem őshonos faj Európában. Őshazája Kelet-Ázsia (Kína, Tajvan, Korea, Japán), valamint Szibéria (a Kolima és az Amur vízrendszere). Később az elterjedési területük Nyugat-Szibérián keresztül átterjedt Kelet-Európára, beleértve a ponto-kaszpikus területeket (Fekete-tenger és Kaszpi-tenger), illetve Délkelet-Európa nagy részére is (Románia, Bulgária, Görögország és Törökország). A 17. századtól kezdve a faj fokozatos nyugat felé történő terjeszkedése volt megfigyelhető (Szerbia, Montenegró, Horvátország, Magyarország, Szlovákia, Ausztria és Lengyelország. Az inváziós faj 1931-ben felbukkant a Balti-tenger menti államokban (Észtország, Lettország, Litvánia), 1948-ban pedig már elérte Dánia, Németország és Finnország folyóvizeit is. Az 1950-es évektől kezdve már semmi nem tudott gátat szabni a megállíthatatlanul Európa felé terjeszkedő halfaj térhódításának. Mára Európában már csak Írország, Skócia, a Skandináv-félsziget északi és keleti része, valamint Észak-Franciaország (Normandia) tekinthető ezüstkárásztól mentes területnek.

## Megjelenése

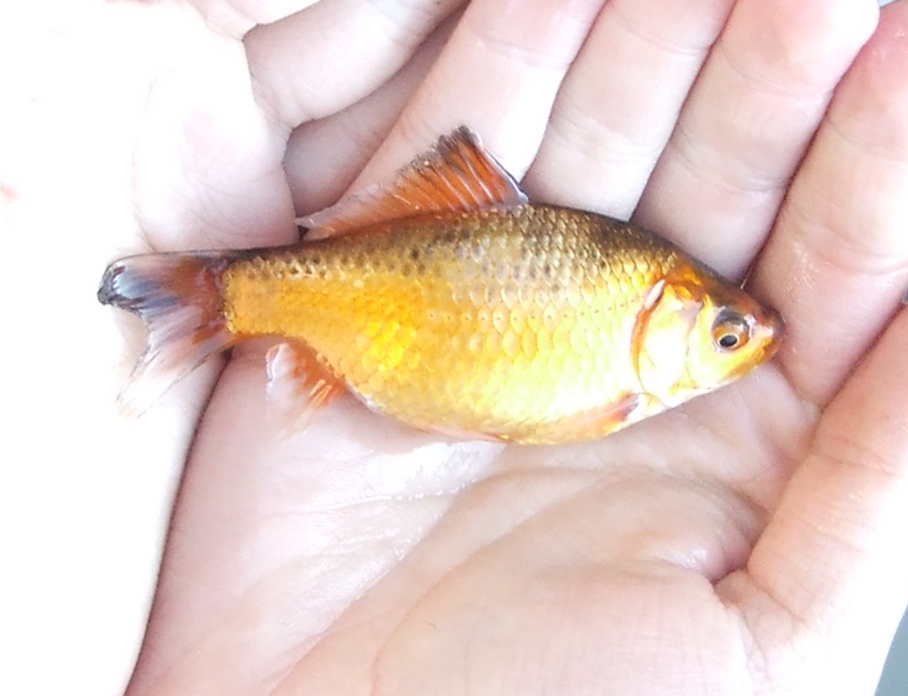
Az ezüstkárász sárga színmutációja

Teste nyújtott, oldalról lapított, háta kevésbé magas, mint a széles kárászé. Hátúszója szintén 17-25 úszósugárból áll, azonban a bognártüskéje merev, szélesebb és fogazottabb, olykor a tüske hegye befelé hajlított (horgos).
Kifejlett testhossza körülbelül 40 centiméter, testtömege a 2-3 kilogrammot is meghaladhatja.

## Szaporodása
Gyors földrajzi terjedésének oka a spontán gynogenezis, mint különleges ivartalan szaporodási forma. Az ívásra érett ikrások (nőstények) más halfajokkal, például ponttyal, bodorkával ívnak össze, és kakukk módjára csempészik ikráikat azok ikrái közé. A lerakott ikrákat más pontyfélék hím ivarsejtjei serkentik barázdálódásra, anélkül hogy ezek kromoszómái részt vennének a folyamatban. A kikelő utódok így nem hibridek, hanem tiszta ezüstkárászok. Ivaréretten mind nőstények lesznek, genetikai szempontból tökéletes másolatai az anyjuknak.
Ez a szaporodási mód rendkívül előnyös egy terjeszkedő fajnak, mert nem kell mindkét nemű egyednek bekerülnie egy meghódítandó területre, elég egyetlen nőstény példány is. Viszont egy idő után a túlnépesedett állomány kezdi felélni lehetőségeit; ellenségei, parazitái és kórokozói is elszaporodnak, az egyedszám rohamosan csökken, és a fajt a kipusztulás fenyegeti, hacsak nem tud átváltani az ivaros szaporodásra. Ilyenkor az ezüstkárász képes nemet váltani, ugyanúgy mint a tengerben élő Amphiprion nem (bohóchalak) képviselői (ivart meghatározó rendszer).
Érdekes tény, hogy a gynogenezis jelensége csak az európai ezüstkárászokra jellemző, az ázsiai forma között mindig vannak, igaz kis számban hímek is.